# Portas e baluartes da segunda linha de fortificações (Estremoz)
As Portas e baluartes da segunda linha de fortificações localizam-se na freguesia da Estremoz (Santa Maria e Santo André), no município de Estremoz, Distrito de Évora, Portugal.
O conjunto foi classificado como Monumento Nacional em 1924.

## História
Desde o século XIV que Estremoz era defendido por um sistema fortificado que incluía o castelo e a muralha composta por vinte e duas torres. Em 1642, no contexto da Restauração da independência portuguesa, D. João IV nomeou o jesuíta engenheiro-militar e arquitecto holandês João Cosmander responsável pelas fortificações do Alentejo. Em virtude do estado de degradação em que se encontrava a muralha antiga, Cosmander decidiu construir uma segunda linha de fortificações, cuja construção foi concluída entre 1660 e 1668.
Em 1647 o jesuíta Cosmander, em acto de traição a Portugal, passou-se para o lado espanhol, tendo sido mortalmente ferido, em Junho de 1648, em Olivença, ao tentar forçar uma porta.
As nove portas que integram a fortaleza, cinco junto ao castelo e quatro na praça baixa, foram projectadas pelo sargento António Rodrigues e concluídas entre 1676 e 1680.

## Descrição
A segunda linha de fortificações e as Portas seguem o estilo Vauban, iguais a outros exemplares existentes em Portugal; Évora e Elvas, por exemplo.

### Porta de Évora
A porta de Évora, erguida após o contexto da Guerra Peninsular, no século XVIII, é a entrada do Bairro de Santiago, tendo como elemento de destaque uma ponte levadiça.

### Porta de Santa Catarina
Nesta porta, com um nicho dedicado a Santa Catarina, destaca-se a guarita militar, com o escudo de Portugal.

### Porta de Santo António
A porta de Santo António, projectada pelo sargento de engenharia António Rodrigues, foi terminada em 1676 e possui um nicho dedicado ao santo, bem como uma lápide comemorativa.

### Porta dos Currais
A porta dos Currais foi projectada cerca de 1670 pelo sargento António Rodrigues e tem como elemento de destaque o relevo de uma águia imperial e grifos a pisar peças de artilharia.